# Eduard Magnus
Eduard Magnus (n. 7 ianuarie 1799 – d. 8 august 1872) a fost un pictor german considerat pentru o perioadă de timp cel mai bun portretist din Berlinul anilor 1840 - 1860.  Eduard a fost unul din frații mai vârstnici ai chimistului și fizicianului Heinrich Gustav Magnus (1802 - 1870), cel care a explicat efectul omonim. 

## Biografie
Născut la Berlin, Magnus a fost unul din cei cinci fii ai unui negustor bogat, ceea le-a permis tuturor fraților să aibă cariere profesionale.  După studii liceale de artă la Bauakademie din Berlin, Magnus  a studiat simultan la Academia de Arte Berlin și la Universitatea Humboldt.  Apoi a călătorit la Paris și în Italia, pentru a reveni în Germania în 1829.  Ulterior, s-a reîntors în Italia în 1831 și a revenit la Paris, după care a vizitat Anglia înainte de a se reîntoarce din nou în Germania în 1835.  În 1837 a devenit membru al Academiei de Arte, iar începând cu 1844 profesor la aceeași Academie.  Între anii 1850 și 1853 a călătorit în Franța și Spania.  A decedat în Berlin în 1872. 

## Galerie

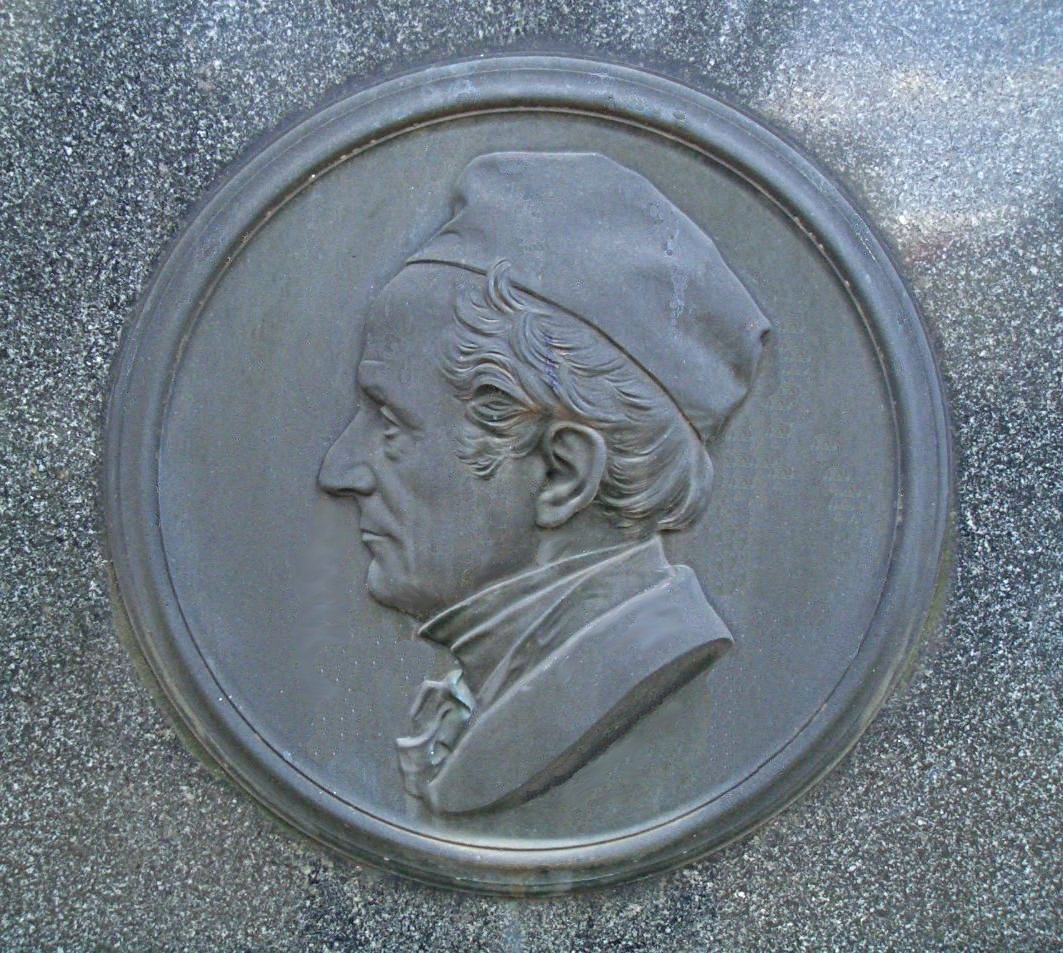
Portretul lui Eduard Magnus de pe piatra sa de mormânt.
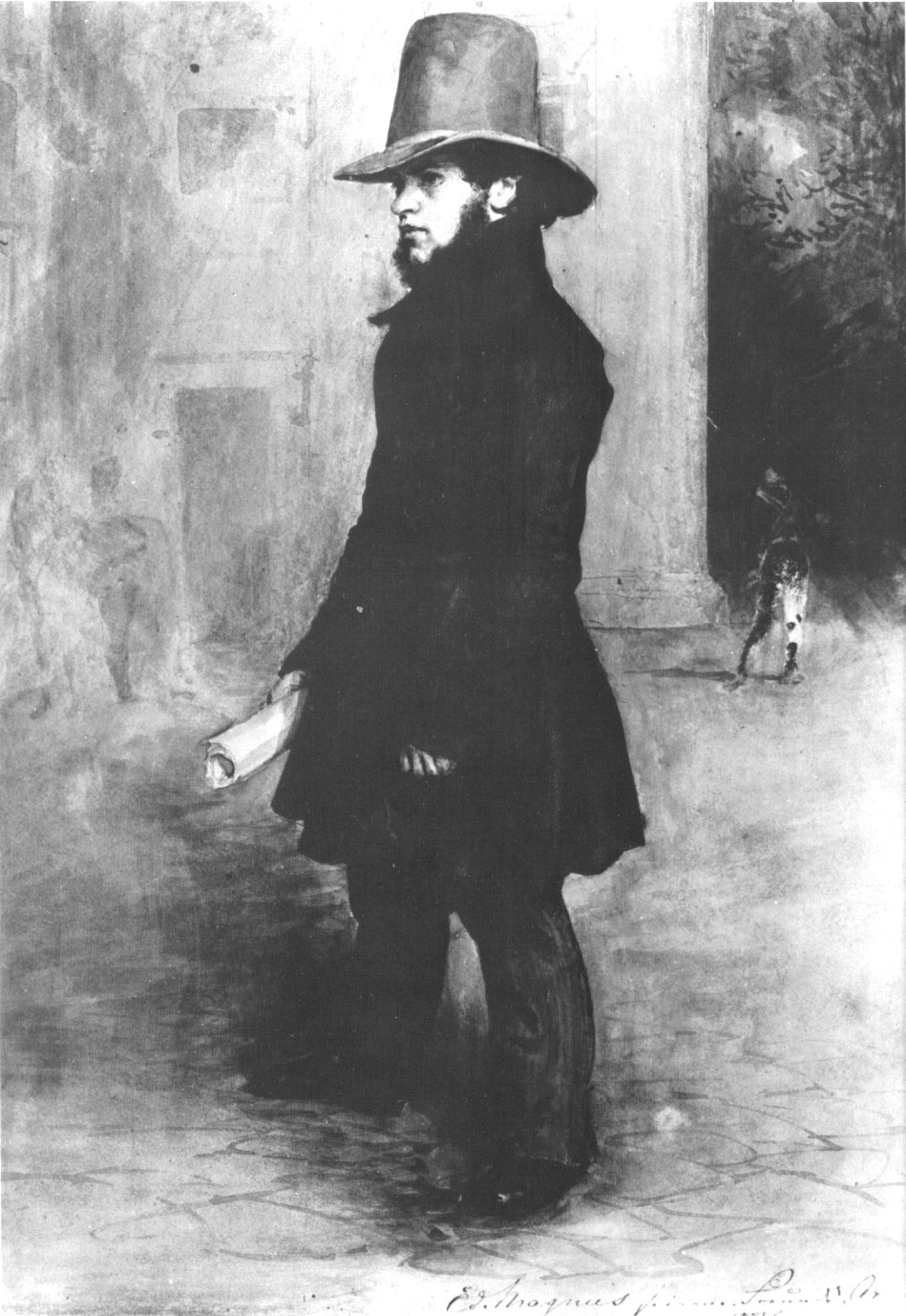
Adolph von Menzel, acuarelă, 1837
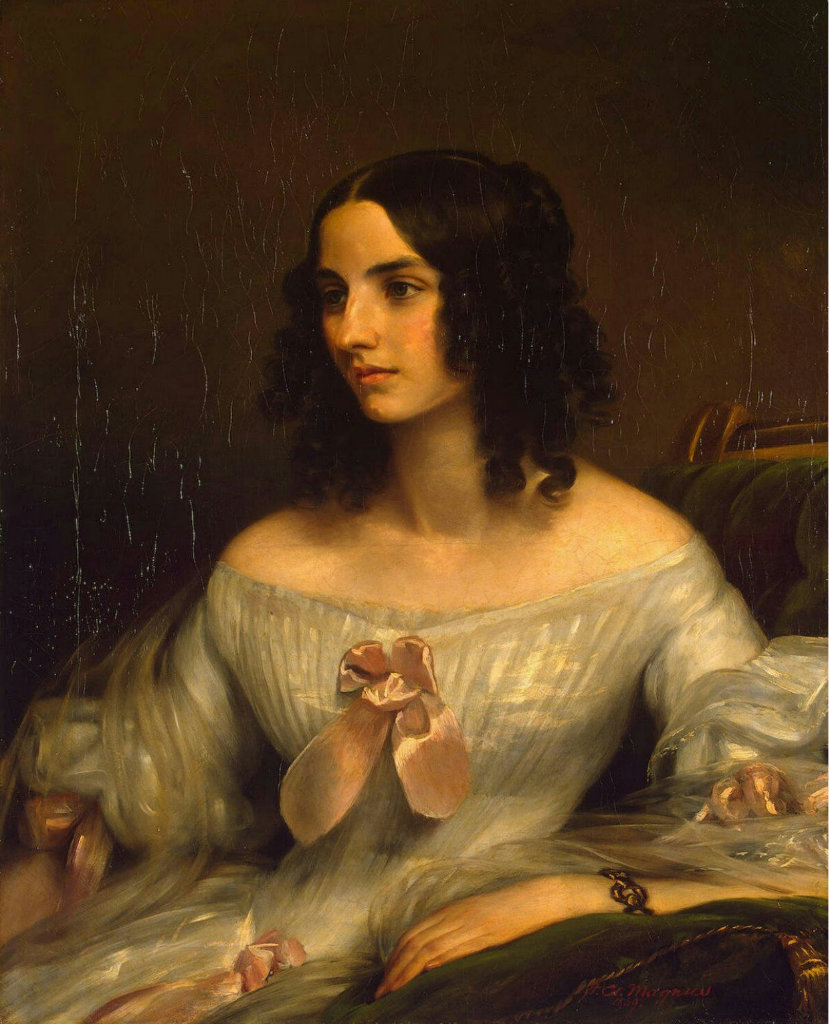
Portertul unei femei, 1839
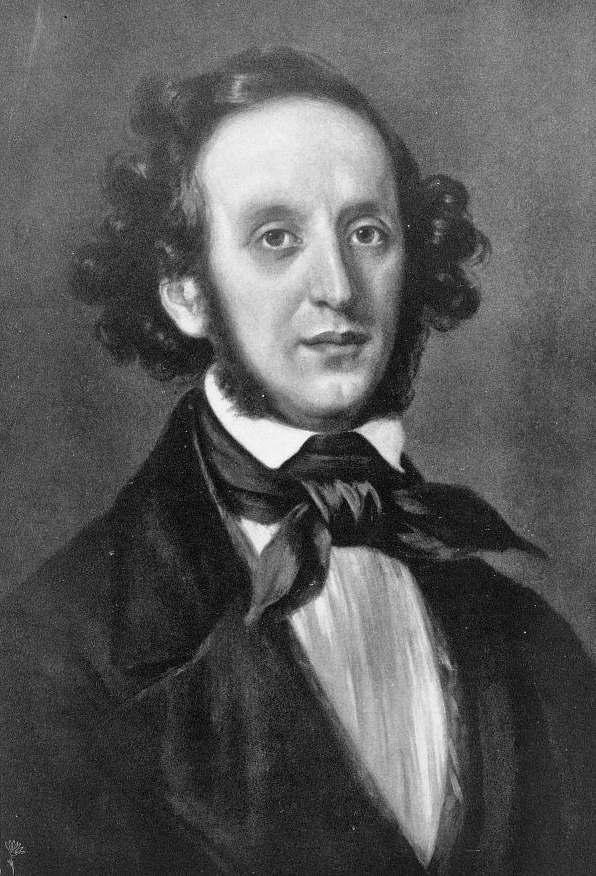
Portretul muzicianului Felix Mendelssohn Bartholdy, 1845
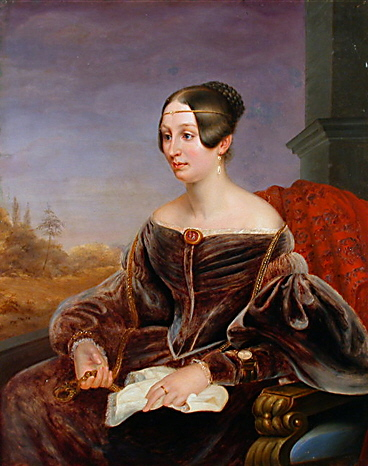
Portretul doamnei Mathilde Gräfin zu Lynar, circa 1837

1. ↑  KulturNav, 12 februarie 2016, accesat în 27 februarie 2016
2. 1 2 3 4 5 6 7 8 9 10 11  RKDartists, accesat în 7 septembrie 2022